# Vladîslavivka, Kirovske
Vladîslavivka (în ucraineană Владиславівка) este o comună în raionul Kirovske, Republica Autonomă Crimeea, Ucraina, formată numai din satul de reședință.

## Demografie
Componența lingvistică a comunei Vladîslavivka
     Rusă (67,9%)
     Tătară crimeeană (18,03%)
     Ucraineană (9,19%)
     Alte limbi (0,49%)
Conform recensământului din 2001, majoritatea populației comunei Vladîslavivka era vorbitoare de rusă (67,9%), existând în minoritate și vorbitori de tătară crimeeană (18,03%), ucraineană (9,19%) și armeană (1,64%).